# Plurale tantum
Een plurale tantum (Latijn: pluralis = meervoudig; tantum = slechts) (meervoud: pluralia tantum) is een woord dat of een woordgroep die in een taal meestal alleen als meervoud voorkomt. 

## Indeling van zelfstandige naamwoorden
Zelfstandige naamwoorden in het Nederlands zijn onder te verdelen in telbare en niet-telbare zelfstandige naamwoorden. De telbare hebben zowel een enkel- als een meervoud. De niet-telbare hebben hetzij een exclusief enkelvoud – deze woorden worden singulare tantum genoemd – hetzij een exclusief meervoud.

## Syntactische en semantische eigenschappen
Behalve de vormkenmerken zijn ook de syntactische eigenschappen van pluralia tantum die van meervouden: als zij onderwerp van de zin zijn, staat de erbij behorende werkwoordsvorm ook in het meervoud; net als eventuele bijbehorende bijvoeglijke naamwoorden (congruentie).
Semantisch verschillen zij van de eigenlijke meervouden doordat zij niet in contrast staan met een bijbehorend enkelvoud. Ze duiden niet op afzonderlijke eenheden en daardoor kan er ook geen bepaald hoofdtelwoord voor staan:
- Ik heb wel twintig onkosten gemaakt. (foutief)

De hoeveelheid kan in veel gevallen worden benadrukt, maar niet altijd:
- Ik heb erg veel/weinig/heel wat/20 euro onkosten gemaakt.
- Mark is nog nooit zo ziek geweest; hij heeft erg veel waterpokken. (foutief)

Zij geven dan ook niet zozeer een meervoud aan, als wel een 'veelheid' of continuüm (zonder onderscheidbare losse elementen). Soms kan deze veelheid nader gekwantificeerd worden (weinig, of veel onkosten).

## Voorbeelden

### Nederlands
Enkele semantische gebieden in het Nederlands laten vrij veel pluralia tantum zien:
organenhersenen, ingewanden
ziektenmazelen, waterpokken
financieel en zakelijkfinanciën, "activa en passiva", (on)kosten, bescheiden, paperassen, notulen, sommige financiële sommen, met name in bepaalde (meestal juridische) contexten, waaronder in- en uitvoer-rechten
groepen, zoals volkeren en volkerengroepenRoma, Sinti, Inuit, illuminati
Daarnaast komen zij voor in enkele
vaste uitdrukkingen
aanstalten maken
op de hurken zitten
bij de lurven pakken,
soms overlevend nadat het woord zelf in onbruik geraakte, bijvoorbeeld in de luren leggen (luur = luier, dus: als een kind behandelen)
maar niet in: het houdt de gemoederen bezig
en nog bij een verscheidenheid van andere woorden, bijvoorbeeld:
kapsones, troebelen, watten, '& consorten', lui/lieden.

#### Bijzondere meervouden
Sommige woorden kennen weliswaar tevens een enkelvoudige vorm, maar worden in een bepaalde betekenis alleen in het meervoud gebruikt; in het enkelvoud hebben zij die betekenis niet:
- Die schadepost was niet in de boeken opgenomen (de boekhouding)
- Ze is uiteindelijk toch letteren/medicijnen gaan studeren (letter- en taalkunde/geneeskunde)

Bij een woord als kleren bestaat de enkelvoudsvorm nog wel (kleed), maar het meervoud is hiervan geïsoleerd geraakt en heeft een wat andere betekenis gekregen.

#### Leenwoorden
Pluralia tantum die zijn ontleend aan andere talen, worden niet altijd als zodanig herkend. Zo wordt data in de betekenis "gegevens", een meervoud in het Latijn, door sommige taalgebruikers (zowel in het Engels als in het Nederlands) niet meer als meervoud onderkend. Overigens is data ook een meervoudsvorm van datum als dagaanduiding, dat afzonderlijk is ontleend, maar doorgaans een specifiek chronologische betekenis heeft.
Sommige woorden zijn speciaal ontleend aan, of zelfs geconstrueerd in, (Neo-)Latijn om een collectief meervoud uit te drukken door een Latijns onzijdig meervoud, inzonderheid eindigend op -(al)ia, zoals personalia, varia, of op -ana, zoals americana.

#### Eigennamen
Sommige benamingen kunnen als verzamelnaam worden gezien, maar toch één ondeelbaar geheel aanduiden, en zijn daarmee pluralia tantum:
enkele geografische namen
de tropen
de Kempen
eilandengroepen: de Azoren, de Balearen
gebergten: de Alpen, de Dolomieten, de Pyreneeën
enkele aanduidingen van perioden
de middeleeuwen, kinderjaren, apen- of vlegeljaren, wittebroodsweken
enkele bestuurscollectieven
de Staten-Generaal, Provinciale Staten, Gedeputeerde Staten

### Andere talen
De indeling telbaar – niet-telbaar (alleen enkelvoud – alleen meervoud) is verre van universeel; er bestaan talen waarin er geen onderscheid wordt gemaakt tussen "enkelvoud" en "meervoud" bij zelfstandige naamwoorden. In aan het Nederlands verwante talen vindt men wel pluralia tantum. Enkele voorbeelden:
- het Engels heeft een groep woorden die meervoud zijn doordat ze "tweeledigheid" aanduiden (customs "douane", trousers "broek", scissors "schaar"); enkele woorden die op -s eindigen (congratulations "felicitaties", tropics "tropen") en een aantal juist niet op -s (vermin "ongedierte", people "mensen; men");
- in het Frans zijn obsèques ("uitvaart") en ciseaux ("schaar") pluralia tantum;
- het Italiaans kent onder andere forbici (schaar) en occhiali (bril);
- in het Sanskriet is āpah ("water") een plurale tantum.

## Etymologie
Plurale is Latijn voor "meervoudig", terwijl tantum "slechts" betekent. Plurale tantum beduidt letterlijk "slechts meervoud(ig woord)".  Pluralia tantum zijn "slechts meervoudig(e woorden)".
Plurale (pluralia) is de onzijdige vorm van het bijvoeglijk naamwoord pluralis behorend bij het weggelaten onzijdig zelfstandig naamwoord verbum (woord) (verba - woorden). 